# Riom GR
Riom ⓘ war eine Gemeinde im Kanton Graubünden des Bezirks Albula in der Schweiz, die am 1. Januar 1979 zusammen mit Parsonz zur neuen Gemeinde Riom-Parsonz fusionierte. Seit 2016 gehört der Ort zur Gemeinde Surses.

## Geschichte

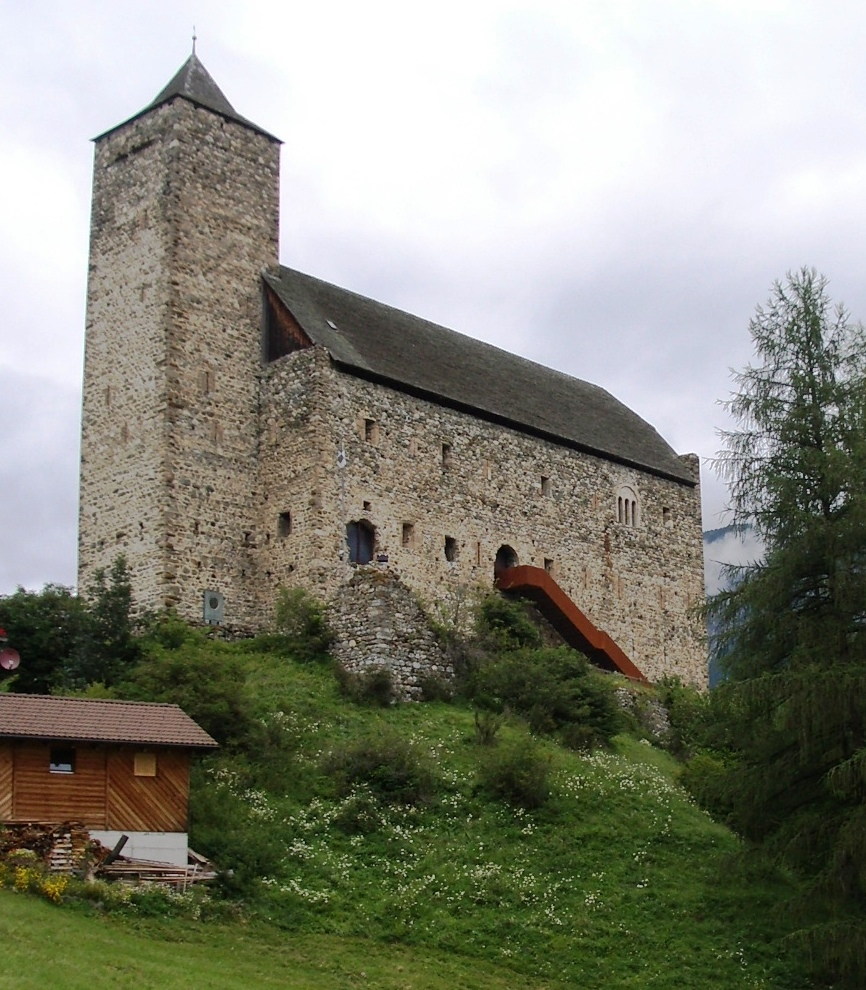
Burg Rätia Ampla in Riom

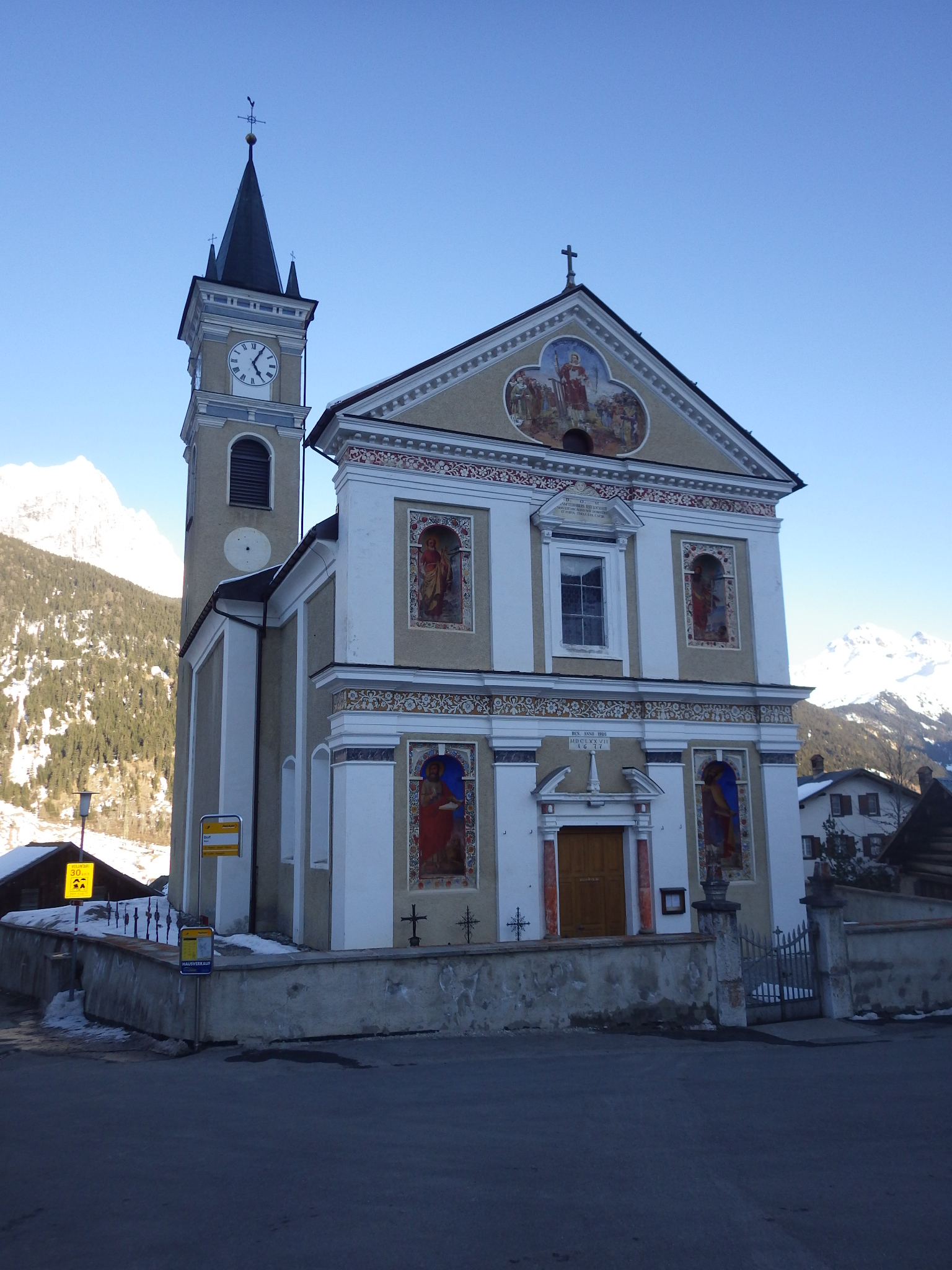
Katholische Pfarrkirche St. Laurentius

Riom war bereits in der Römerzeit besiedelt und um 840 Villa Riamio erwähnt. Die Burg Rätia Ampla in Riom wurde vermutlich um 1250 gebaut. Im frühen Mittelalter entwickelte sich ein Königshof. Nach den bischöflichen Vögten lebten die Landvögte in einer der damals grössten Burg des Kanton Graubündens. Schnell kam sie in den Besitz des Bischofs von Chur. 1552 kaufte sich das Tal von der bischöflichen Herrschaft frei.
1864 kam es zu einem Dorfbrand. Für den Wiederaufbau des Dorfs verwendete man das Holz der Burg, die zu einer Ruine wurde. 1977 wurde ihr wieder ein Dach aufgesetzt und die Burg Rätia Ampla beherbergt nun im Sommer ein grosses Theater- und Kulturfestival.

Riom. Luftbild von Werner Friedli (1947)

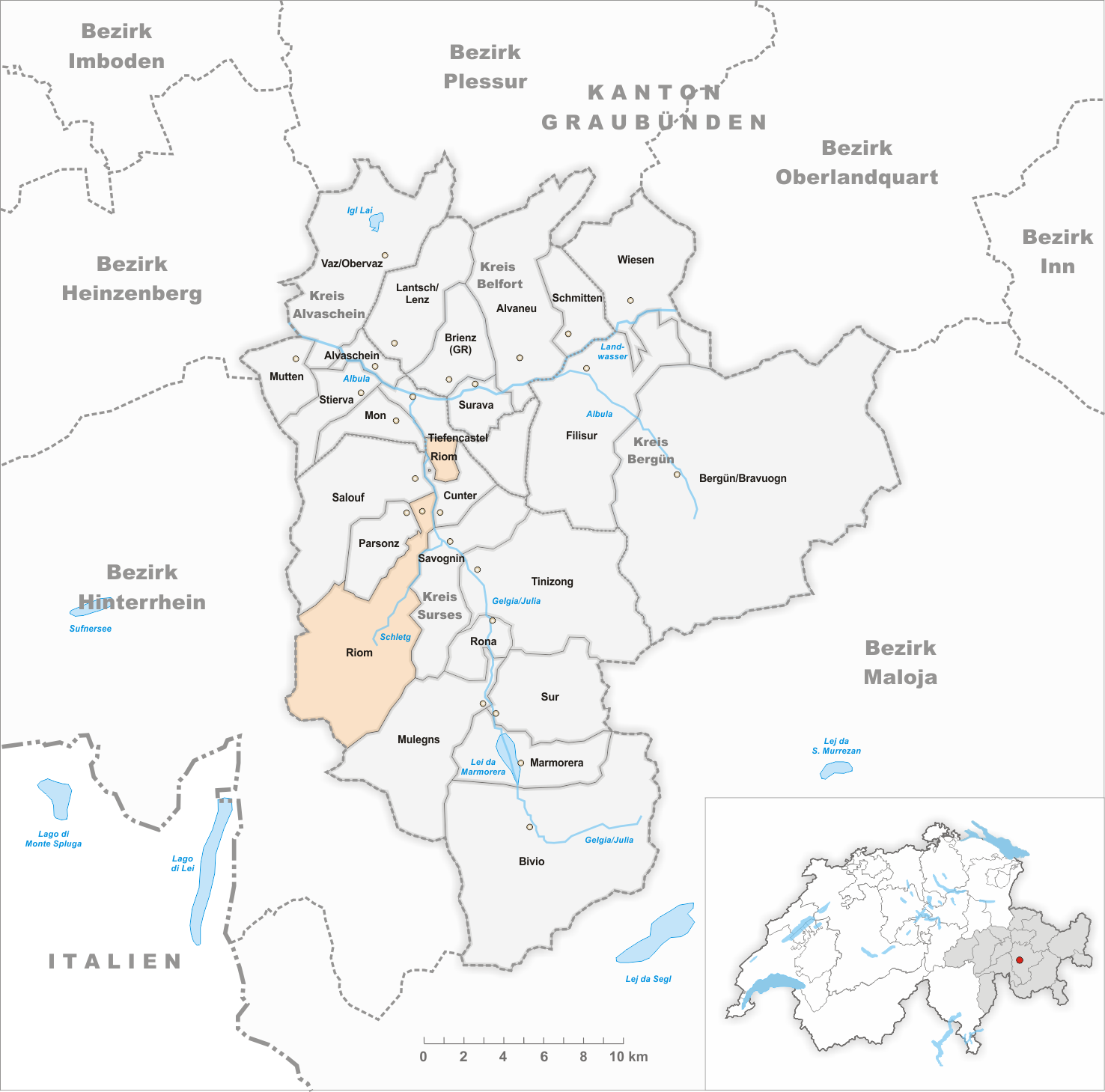
Gemeindestand vor der Fusion am 1. Januar 1979

## Wappen
| Wappen von Riom GR | Blasonierung: «Übernahme des Gemeindesiegelmotivs in vereinfachter Form» |
| Wappen von Riom GR |                                                                          |

## Bevölkerung
| Jahr      | 1850 | 1900 | 1950 | 1970 |
| --------- | ---- | ---- | ---- | ---- |
| Einwohner | 294  | 221  | 230  | 207  |

## Verein
- Uniun da Giuventetna Riom Parsonz Cunter[2]

## Sehenswürdigkeiten
- Die Katholische Pfarrkirche St. Laurentius[3]
- Die Erweiterung Schulhaus, 2006[4]
- Burg Riom[5]
- Theaterburg, 2006[6]